# Селец (Горецкий район)
Селе́ц (бел. Сялец) — деревня в составе Овсянковского сельсовета Горецкого района Могилёвской области Республики Беларусь.

## Население
- 1999 год — 289 человек
- 2010 год — 202 человека